# Thomas-Morse MB-9
El Thomas-Morse MB-9 fue un caza experimental estadounidense de los años 20 del siglo XX. Era un monoplano de ala en parasol, monoplaza y monomotor; pero no tuvo éxito, siendo rápidamente abandonado.

## Diseño y desarrollo
En 1921, B. Douglas Thomas, diseñador jefe de Thomas-Morse Aircraft, diseñó dos monoplanos en parasol estrechamente relacionados: un caza monoplaza, el MB-9, y un entrenador biplaza, el MB-10. Eran de construcción enteramente metálica, con recubrimiento de duraluminio corrugado.
El MB-10 fue el primero en completarse, tenía cabinas en tándem y estaba diseñado para ser propulsado por un motor radial Wright o Lawrance de 150 kW (200 hp). Al no estar disponible el motor previsto, fue equipado con un motor rotativo Le Rhône 9Ja de 82 kW (110 hp) para permitir que las pruebas de vuelo comenzasen a finales de 1921. El manejo del MB-10 demostró ser extremadamente pobre, al tiempo que sufría de severas vibraciones y era débil estructuralmente.
El caza MB-9 fue completado a principios de 1922, diferenciándose principalmente del MB-10 en la eliminación de la cabina delantera y en el uso de un motor V-8 Wright Hispano H-3 de 240 kW (320 hp), refrigerado por un radiador situado (junto con el depósito de aceite) en una estructura con forma de torpedo bajo el fuselaje. El armamento previsto era de dos ametralladoras: una de 12,7 mm (cal .50) y otra de 7,62 mm (cal .30).
Aunque el MB-9 se comportaba mejor que el MB-10, todavía sufría los problemas de fuertes vibraciones y estructurales que afectaban al entrenador, junto con problemas de un débil tren de aterrizaje y de refrigeración. El desarrollo de ambas aeronaves fue rápidamente detenido, sin que los modelos fueran enviados a realizar una evaluación formal por parte del Servicio Aéreo del Ejército de los Estados Unidos en McCook Field.

## Variantes
MB-9
Caza monoplaza propulsado por un motor Wright Hispano H-3 de 240 kW (300 hp). Uno construido.
MB-10
Entrenador primario biplaza, propulsado por un motor rotativo Le Rhône de 82 kW (110 hp). Uno construido.

## Especificaciones (MB-9)
Referencia datos: The Complete Book of Fighters

### Características generales
- Tripulación: Uno (piloto)
- Longitud: 5,79 m
- Envergadura: 8,84 m
- Planta motriz: 1× motor lineal V-8 refrigerado por agua Wright H-3.
  - Potencia: 240 kW (320 hp)

### Rendimiento
- Velocidad máxima operativa (Vno): 270 km/h

### Armamento
- Ametralladoras: 

  - 1 de 7,62 mm (previsto)
  - 1 de 12,7 mm (previsto)

## Aeronaves relacionadas

### Desarrollos relacionados
- Thomas-Morse R-5

### Secuencias de designación
- Secuencia MB-_ (interna de Thomas-Morse): ← MB-4 - MB-6 - MB-7 - MB-9 - MB-10 - TM-22 - TM-23 - TM-24 →